# Carcellia nudicauda
Carcellia nudicauda är en tvåvingeart som först beskrevs av Louis-Paul Mesnil 1967.  Carcellia nudicauda ingår i släktet Carcellia och familjen parasitflugor. Inga underarter finns listade i Catalogue of Life.